# Crangonidae
Famille
Les Crangonidae sont une famille regroupant plusieurs espèces de crustacés décapodes. Elle a été créée en 1825 par Adrian Hardy Haworth (1767-1833).

## Liste des genres
Selon World Register of Marine Species (29 mars 2015) :

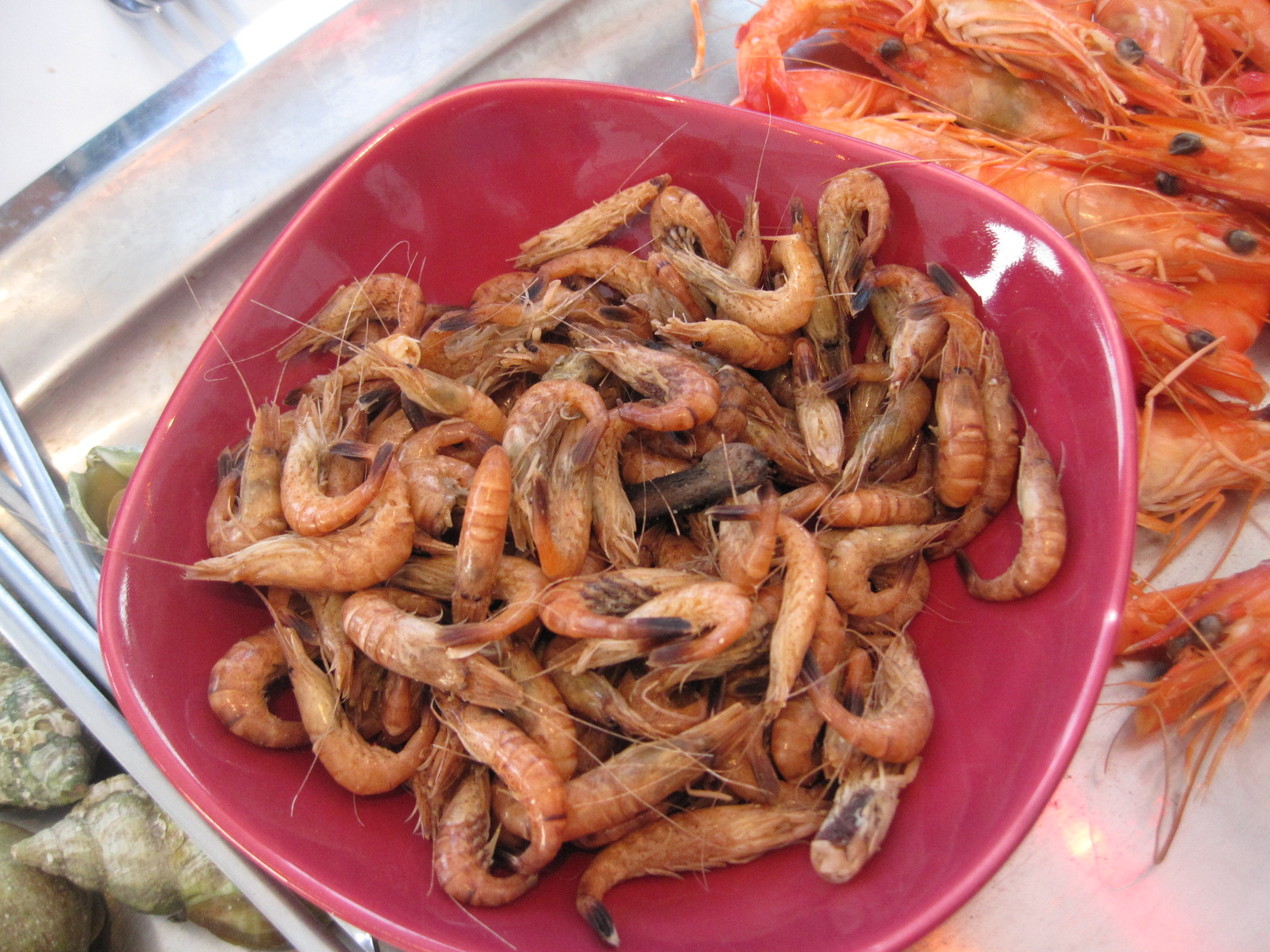
La crevette grise (Crangon crangon) est très exploitée pour la consommation humaine.

- genre Aegaeon Agassiz, 1846 (in Agassiz, 1842-1846)
- genre Argis Krøyer, 1842
- genre Crangon Fabricius, 1798
- genre Lissocrangon Kuris & Carlton, 1977
- genre Lissosabinea Christoffersen, 1988
- genre Mesocrangon Zarenkov, 1965
- genre Metacrangon Zarenkov, 1965
- genre Neocrangon Zarenkov, 1965
- genre Notocrangon Coutière, 1900
- genre Paracrangon Dana, 1852
- genre Parapontocaris Alcock, 1901
- genre Parapontophilus Christoffersen, 1988
- genre Philocheras Stebbing, 1900
- genre Placopsicrangon Komai & Chan, 2009
- genre Pontocaris Spence Bate, 1888
- genre Pontophilus Leach, 1817 (in Leach, 1815-1875)
- genre Prionocrangon Wood-Mason in Wood-Mason & Alcock, 1891
- genre Pseudopontophilus Komai, 2004
- genre Rhynocrangon Zarenkov, 1965
- genre Sabinea Ross, 1835
- genre Sclerocrangon G.O. Sars, 1883
- genre Syncrangon J.N. Kim & Hayashi, 2003
- genre Vercoia Baker, 1904

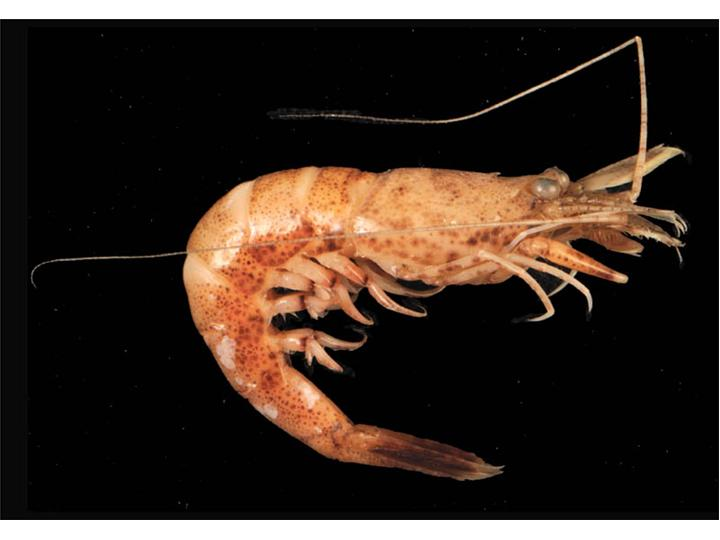
Crangon uritai
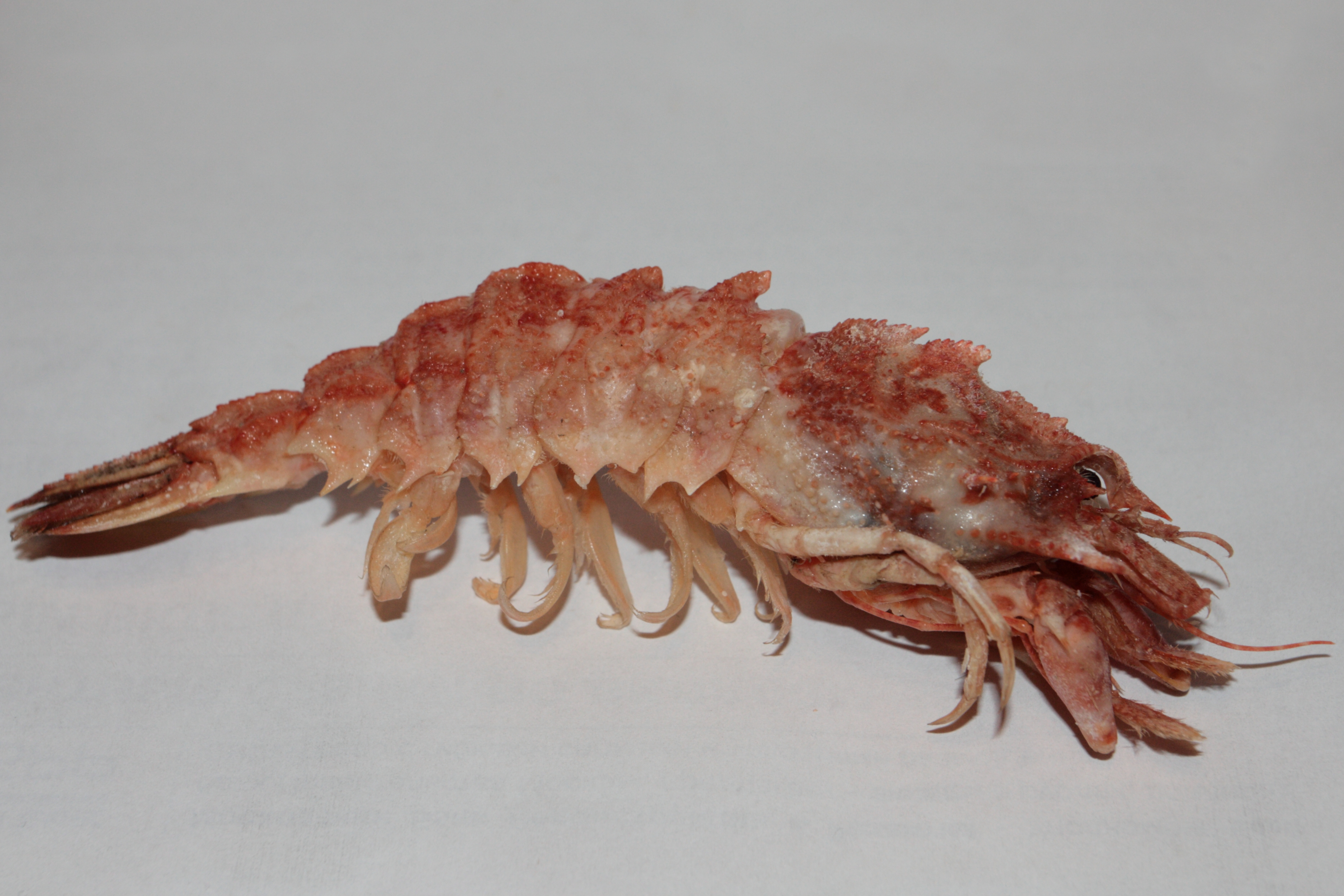
Sclerocrangon salebrosa